# مسعود العامري
مسعود بن محمد بن علي العامري (15 فبراير 1961- ) رئيس المجلس الأعلى للقضاء بدولة قطر (بدرجة وزير)، تدرج في درجات القضاء، حتى عيّن رئيسًا لمحكمة التمييز القطرية.

## رئاسة محكمة التمييز
بعد توليه رئاسة محكمة التمييز والمجلس الأعلى للقضاء شهد النظام القضائي القطري تطوراً ملحوظاً من حيث زيادة عدد القضاة وموظفي المحاكم، فضلاً عن تطوير مباني المحاكم، وإنجاز مشروع الموسوعة القانونية الاليكترونية التي تشمل نصوص تشريعات وأحكام قضائية محلية وإقليمية ودولية وضعت في موقع المجلس الأعلى للقضاء على شبكة الإنترنت
كما تم استحداث دوائر قضائية جديدة مختصة بنظر قضايا الشيكات التي تزايدت في الآونة الأخيرة.
وفي عهده تم تعيين أول قاضية قطرية، وكذلك أول مساعدة قاضي قطرية.
وفي عهده مواطن يكسب دعوى قضائية ضد رئيس المجلس الأعلى للقضاء 2012-01-22
صدر حكم بإلغاء قرار إنهاء خدماته..
مواطن يكسب دعوى قضائية ضد رئيس المجلس الأعلى للقضاء
حسن علي:
كسب مواطن دعوى قضائية رفعها على رئيس المجلس الأعلى للقضاء بعد إنهاء خدماته وفصله من الوظيفة التي يعمل بها في المجلس نتيجة خلاف حدث بينه وبين مدير إحدى الإدارات التي يعمل بها بالمجلس، فتقدم المواطن بشكوى إلى رئيس المجلس فأدى ذلك إلى اتهام المواطن «الموظف» بالانقطاع عن العمل وبالتالي إنهاء خدماته.
واستدعى ذلك الفصل أن يرفع المواطن دعوى قضائية ضد رئيس المجلس الأعلى للقضاء حيث كانت معه الأدلة التي تؤيد حضوره اليومي وعدم انقطاعه عن العمل كما جاء في قرار إنهاء الخدمات، فمن هذه الأدلة التي اعتمدها المواطن كشف الحضور والانصراف الذي اوضح أن المواطن المفصول من وظيفته كان يحضر بصفة مستمرة دون أي انقطاع خاصة الفترة التي اتهم فيها بأنه قد انقطع عن عمله، كما أنه قد أبرز في القضية كدليل على حضوره وعدم انقطاعه عن العمل شهادة لمن يهمه الأمر تثبت حضوره خلال تلك الفترة التي اتهم فيها بتغيبه عن العمل، ومن الأدلة الأخرى التي اعتمد عليها في إثبات حضوره وعدم تغيبه عن العمل كشف الراتب الذي أثبت أنه كان يتسلم راتبه طوال الفترة التي اتهم فيها بتغيبه عن العمل.
وبناء على الأدلة التي قدمها المواطن أثبت عدم انقطاعه عن العمل كما اتهم من إحدى الإدارات في المجلس الأعلى للقضاء وبالتالي اصدرت الدائرة الإدارية بالمحكمة الابتدائية برئاسة القاضي مسعد محمد إسماعيل نعيم الحكم القضائي بإلغاء قرار إنهاء خدماته مع ما يترتب على ذلك من آثار وقبول صرف الراتب شكلا ورفضه موضوعا. كما ينوي المدعي رفع دعوى قضائية أخرى للتعويض لما لحقه من أضرار مادية ونفسية خلال مدة إنهاء خدماته.
منقول من جريدة الشرق القطرية
ثم قام رئيس المجلس الأعلى للقضاء باستئناف الحكم الصادر ضده أمام محكمة الاستئناف بالمجلس الأعلى للقضاء وطلب بإلغاءه ووقف تنفيذه وما زال استئنافه أمام المحكمة. منقول من موقع شبكة الأسهم القطرية.
وقد أصدرت محكمة الاستئناف حكمها لصالح رئيس المجلس الأعلى رئيس محكمة التمييز ، ثم قام المواطن بالطعن على حكم محكمة الاستئناف أمام محكمة التمييز الذي يرأسها خصمه رئيس المجلس الأعلى للقضاء رئيس محكمة التمييز ، ثم أصدرت محكمة التمييز قراراها برفض الطعن بتاريخ 5/11/2013م ، بهذا يكون رئيس المجلس الأعلى للقضاء رئيس محكمة التمييز قد كسب الدعوى القضائية بعد أن كان خسرها بالمحكمة الابتدائية ، وكان المواطن قد توقع هذه النتيجة النهائية.

## المؤهلات العلمية
• تخرج من كلية الحقوق - جامعة القاهرة عام 1983.
• 1985 - 1986: دورة تدريبية قضائية في المعهد العالي للقضاء في المملكة المغربية.
• 1992 - 1994: حصل على الماجستير في الدراسات القانونية الدولية من كلية واشنطن للقانون, الولايات المتحدة الأمريكية.

## السيرة الوظيفية
• 1983 - 1986: مساعد قاضي في المحاكم العدلية بتاريخ 21/9/1983، تدرب خلالها بالعمل في المحاكم.
• 1986 - 1991: قاضي في المحكمتين الجزائية الصغرى والمدنية الصغرى.
• 1991 - 1992: قاضي في المحكمة المدنية الكبرى.
• 1995: قاضي في محكمة الاستئناف، محكمة الأحداث, والمحكمة المدنية الكبرى.
• 1997: رشح لعضوية المحكمة الجنائية الدولية الخاصة بيوغسلافيا السابقة.
• 1997: نائب رئيس محكمة الاستئناف، وتولى العمل القضائي بمحكمة الاستئناف بشقيه المدني والجنائي.
• 2002: أنتدب للعمل في النيابة العامة بدولة قطر منذ نشأتها كهيئة قضائية مستقلة.
• 2003: المحامي العام الأول بالنيابة العامة، ومدير لإدارة التفتيش القضائي.
• 2008: في 1/7/2008 صدر الأمر الأميري رقم (3) لسنة 2008 بتعينه رئيساً لمحكمة التمييز، ويرأس بصفته المجلس الأعلى للقضاء وفقاً لقانون السلطة القضائية.
يترأس حالياً هيئتي الدائرتين الجنائية والمدنية بمحكمة التمييز القطرية

## المشاركات الخارجية
• مثل دولة قطر في الاجتماعات التحضيرية التي نظمتها منظمة الأمم المتحدة لإنشاء المحكمة الجنائية الدولية منذ مارس 1996.
• مثل دولة قطر في اجتماعات لجنة الخبراء وممثلي الدول العربية بشأن المحكمة الجنائية الدولية.
• ممثل دولة قطر في الاجتماعات السنوية لجمعية الدول الأطراف في المحكمة الجنائية الدولية وما زال يمثلها حتى الآن.
• عضو اللجنة العربية لإعداد مشروع قانون عمل عربي موحد، جامعة الدول العربية.
• مثل دولة قطر في العديد من المؤتمرات والاجتماعات الخليجية والعربية والدولية.

## الدراسات والندوات والمحاضرات
• قدم عدد من المحاضرات في مؤسسات علمية وأكاديمية وهيئات رسمية مختلفة.
• شارك في دراسة مشروع قانون الأحداث العربي المعد من قبل الأمانة العامة لجامعة الدول العربية.
• قدم محاضرات في مركز الدراسات القانونية والقضائية بوزارة العدل.
```

```